# Initiative populaire fédérale « Enfants sans tabac »

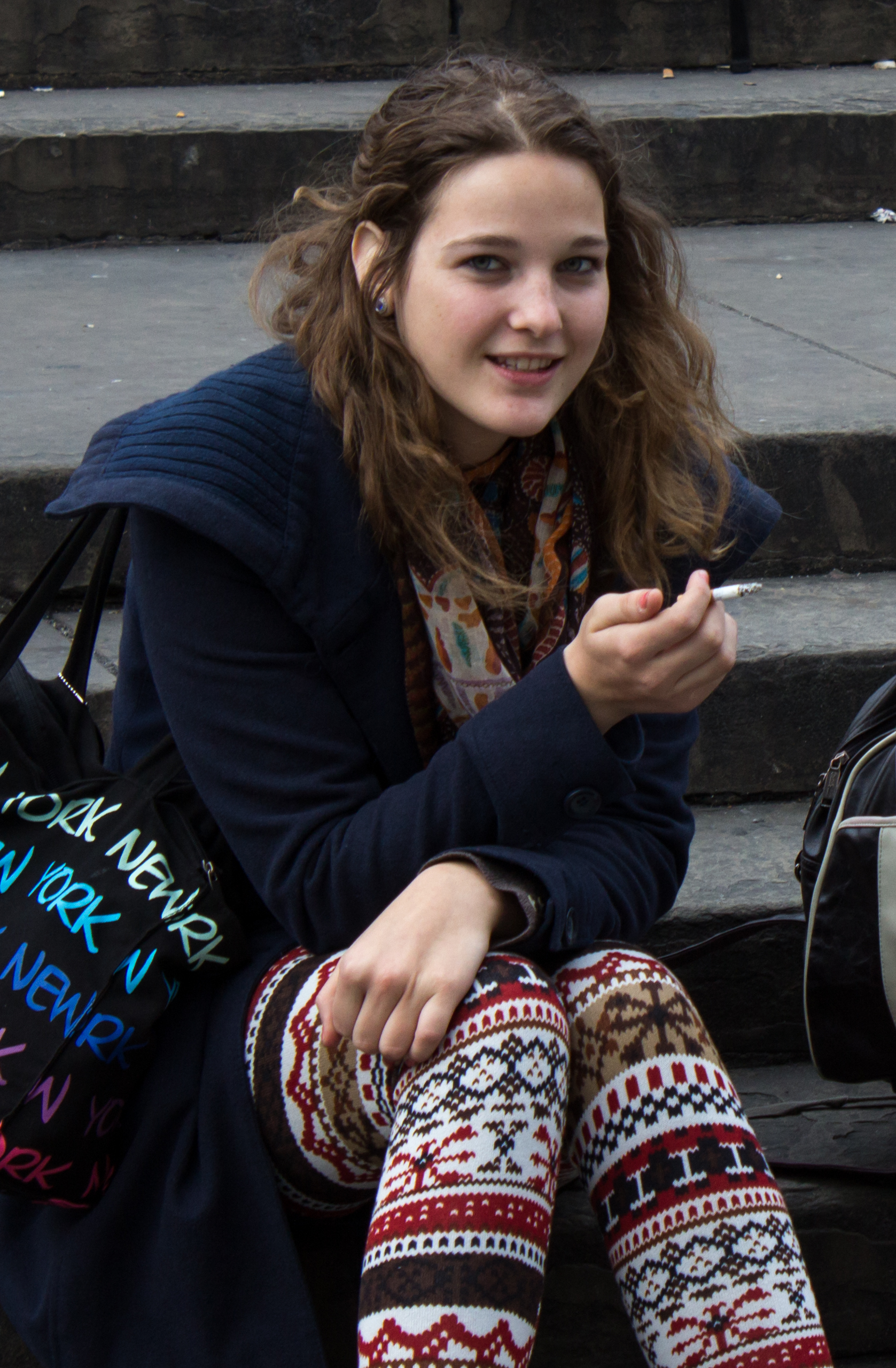
Jeune fille en train de fumer une cigarette à Londres. La plupart des fumeurs ont commencé mineurs. La majorité de la population ne fume pas.

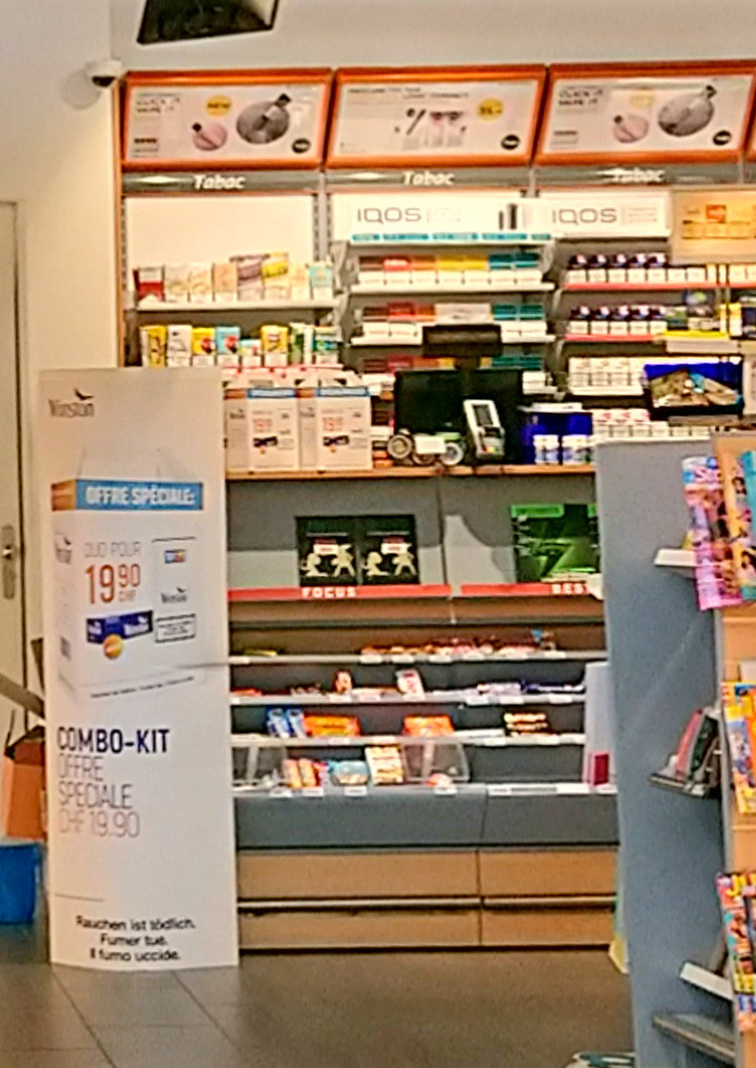
Exemples de publicités pour le tabac (dans un kiosque) visée par l'initiative « enfants sans tabac ».

L'initiative populaire « oui à la protection des enfants et des jeunes contre la publicité pour le tabac », également appelée « enfants et jeunes sans publicité pour le tabac » et « enfants sans tabac », est une initiative populaire suisse. Le 13 février 2022, elle est la 25e initiative acceptée par peuple et les cantons suisses.

## Contenu
L'initiative demande l'interdiction de toute publicité pour le tabac qui atteint les enfants et les jeunes.

## Texte de l'initiative
La Constitution fédérale est modifiée comme suit (changements en italique) :
Art. 41, al. 1, let. g
g. les enfants et les jeunes soient encouragés à devenir des personnes indépendantes et socialement responsables et soient soutenus dans leur intégration sociale, culturelle et politique et à ce que leur santé soit promue.
Art. 118, al. 2, let. b
b. la lutte contre les maladies transmissibles, les maladies très répandues et les maladies particulièrement dangereuses de l’être humain et des animaux ; elle interdit notamment, pour les produits du tabac, toute forme de publicité qui atteint les enfants et les jeunes ;
Art. 197, ch. 12
L’Assemblée fédérale adopte les dispositions législatives d’exécution dans les trois ans qui suivent l’acceptation de l’art. 118, al. 2, let. b, par le peuple et les cantons.

## Déroulement

### Contexte historique

#### Précédentes initiatives

La Suisse est l'un des rares pays à ne pas avoir ratifié la Convention-cadre de l'OMS pour la lutte antitabac (ratifiée par 181 pays, en orange, représentent plus de 90 % de la population mondiale).

En 1979, l'Initiative populaire « contre la publicité pour des produits qui engendrent la dépendance » (visant le tabac et l'alcool) est rejetée par 59 % des votants. En 1993, l'Initiative populaire « pour la prévention des problèmes liés au tabac » et celle « pour la prévention des problèmes liés à l'alcool » (initiatives jumelles) sont rejetées par 75 % des votants. Une des raisons des échecs de ces tentatives de mieux réguler la publicité pour le tabac est probablement le fait qu'elles soient combinées avec la thématique de l'alcool (perçue comme moins problématique).
La Convention-cadre de l'OMS pour la lutte antitabac, entrée en vigueur en 2005, indiquent que les parties, « résolues à donner la priorité à leur droit de protéger la santé publique » (préambule), instaurent une « interdiction globale de toute publicité en faveur du tabac et de toute promotion et de tout parrainage du tabac » (article 13).

#### Loi sur les produits su tabac
En 2015, le Conseil fédéral envoie au parlement un premier projet de loi sur les produits du tabac. En 2016, le parlement le renvoie en demandant notamment de supprimer les restrictions proposées en matière de publicité pour le tabac.
En mars 2018, souhaitant une loi efficace, une large coalition d'organisations médicales et de la santé, présidée par le conseiller aux États Hans Stöckli, lance l’initiative « enfants sans tabac ».
En novembre 2018, le Conseil fédéral envoie au parlement un deuxième projet de loi sur les produits du tabac. Le projet est modifié par le parlement avant d'être accepté le 1er octobre 2021.
La loi sur les produits du tabac autorise toujours la publicité dans la presse, les points de vente, les festivals, sur internet et les réseaux sociaux. L'initiative interdit toute publicité qui atteint les mineurs.

### Récolte des signatures et dépôt de l'initiative
La récolte des 100 000 signatures nécessaires débute le 20 mars 2018. Le 12 septembre 2019, elle est déposée à la Chancellerie fédérale, qui constate son aboutissement le 8 octobre 2019.

### Discussions et recommandations des autorités
Le Conseil fédéral et le parlement recommandant le rejet de l'initiative « enfants sans tabac ». Dans son message, le Conseil fédéral indique que « L’initiative peut clairement être approuvée du point de vue de la santé publique », qu'elle « aurait un impact positif non seulement sur la santé des mineurs mais aussi sur la santé de l’ensemble de la population » mais qu'il préfère « restreindre la publicité dans une mesure acceptable pour l’industrie du tabac ».
La loi sur les produits du tabac, adoptée par le parlement en octobre 2021, est proposée comme contre-projet indirect à l’initiative. Elle entrera en vigueur quel que soit le résultat du vote sur l’initiative populaire.

## Campagne de votation
Les principaux arguments des opposants étaient que l'initiative allait trop loin, menaçait l'économie, restreignait la liberté individuelle, était superflue et ouvrait la porte à l'interdiction de publicité pour d'autres produits nocifs.
Les partisans se sont concentrés sur la protection de la jeunesse et ont invoqué le fardeau du tabagisme sur la santé publique et le fait que l'interdiction de la publicité constitue une mesure efficace fondée sur des données probantes.

## Votation
| Pour                   | 1 371 177 | 56,65 | 14 | 2 | 15 |  |  |
| Contre                 | 1 049 107 | 43,35 | 6  | 4 | 8  |  |  |
|                        |           |       |    |   |    |  |  |
| Votes valides          | 2 420 284 | 98,88 |    |   |    |  |  |
| Votes blancs           | 19 498    | 0,80  |    |   |    |  |  |
| Votes nuls             | 7 870     | 0,32  |    |   |    |  |  |
| Total                  | 2 447 652 | 100   | 20 | 6 | 23 |  |  |
| Abstentions            | 3 084 868 | 55,76 |    |   |    |  |  |
| Inscrits/participation | 5 532 520 | 44,24 |    |   |    |  |  |

Une comparaison avec les précédentes initiatives visant à interdire la publicité sur le tabac (ayant échoué en 1979 et 1993), suggère des facteurs expliquant le vote positif en 2022. Parmi eux, le cadrage stratégique de la protection de la jeunesse, la séparation du tabac de la question de l'alcool, la détérioration de l'image du l’industrie du tabac et la capacité des initiants à mobiliser une large coalition d’organisations de santé et de jeunesse.

## Application
La nouvelle loi sur les produits du tabac devra être révisée pour l'adapter à l'initiative « enfants sans tabac » ; c'est-à-dire, en particulier pour interdire la publicité dans les points de vente (kiosques), les manifestations (festivals) accessibles aux mineurs, la presse, ainsi que sur internet.